# U18-Världsmästerskapet i ishockey för herrar 2011
U18-Världsmästerskapet i ishockey för herrar 2011 var en världsmästerskapsturnering i ishockey öppen för manliga ishockeyspelare under 18 år. Turneringen var uppdelad på fyra divisioner. Toppdivisionen, med tio lag, spelar sina matcher i Crimmitschau och Dresden, Tyskland och utgjorde den egentliga världsmästerskapet.
U18-VM 2011 vanns av USA för tredje gången i rad. Detta var USA:s sjätte guldmedalj i U18-VM, dubbelt så många titlar som tvåan har i maratontabellen i mästerskapet, Ryssland med tre vinster. Silver- respektive bronsmedaljörer blev Sverige före Ryssland.
Slutställningen i U18-VM i ishockey 2011 blev:
| U18-VM 2011 | U18-VM 2011 |
| ----------- | ----------- |
| Guld        | USA         |
| Silver      | Sverige     |
| Brons       | Ryssland    |
| 4.          | Kanada      |
| 5.          | Finland     |
| 6.          | Tyskland    |
| 7.          | Schweiz     |
| 8.          | Tjeckien    |
| 9.          | Norge       |
| 10.         | Slovakien   |

| Division I A | Division I A   |
| ------------ | -------------- |
| 1.           | Lettland       |
| 2.           | Italien        |
| 3.           | Kazakstan      |
| 4.           | Ungern         |
| 5.           | Storbritannien |

| Division I B | Division I B |
| ------------ | ------------ |
| 1.           | Danmark      |
| 2.           | Slovenien    |
| 3.           | Frankrike    |
| 4.           | Vitryssland  |
| 5.           | Polen        |
| 6.           | Sydkorea     |

| Division II A | Division II A |
| ------------- | ------------- |
| 1.            | Österrike     |
| 2.            | Rumänien      |
| 3.            | Kroatien      |
| 4.            | Estland       |
| 5.            | Serbien       |
| 6.            | Nya Zeeland   |

| Division II B | Division II B |
| ------------- | ------------- |
| 1.            | Ukraina       |
| 2.            | Nederländerna |
| 3.            | Litauen       |
| 4.            | Spanien       |
| 5.            | Kina          |
| 6.            | Belgien       |

| Division III A | Division III A |
| -------------- | -------------- |
| 1.             | Australien     |
| 2.             | Taiwan         |
| 3.             | Bulgarien      |
| 4.             | Turkiet        |

| Division III B | Division III B |
| -------------- | -------------- |
| 1.             | Island         |
| 2.             | Mexiko         |
| 3.             | Sydafrika      |
| 4.             | Israel         |
| 5.             | Irland         |

## Toppdivisionen
Toppdivisionens lag delas upp i två grupper, med fem lag i respektive grupp. Segraren från respektive grupp får spela semifinal. Tvåorna och treorna spelar kvartsfinal, från vilka segrararna går till semifinal. Semifinalvinnarna spelar en direkt avgörande final. Fyrorna och femmorna från gruppspelet spelar en nedflyttningsserie där förloraren flyttas ned i Division I i U18-VM i ishockey.

### Gruppspel
|  | Plac. 1: Lagen kvalificerade för semifinal           |
|  | Placering 2 o 3: Lagen kvalificerade för kvartsfinal |
|  | Placering 4 o 5: Lagen spelar i nedflyttningsserien  |

#### Grupp A
| Lag       | SM | V | VÖ | FÖ | F | GM | IM | MS  | PNG |
| --------- | -- | - | -- | -- | - | -- | -- | --- | --- |
| USA       | 4  | 4 | 0  | 0  | 0 | 21 | 8  | +13 | 12  |
| Ryssland  | 4  | 2 | 1  | 0  | 1 | 24 | 13 | +11 | 8   |
| Tyskland  | 4  | 1 | 0  | 1  | 2 | 11 | 17 | -6  | 4   |
| Schweiz   | 4  | 1 | 0  | 0  | 3 | 8  | 16 | -8  | 3   |
| Slovakien | 4  | 1 | 0  | 0  | 3 | 9  | 19 | -10 | 3   |

##### Matcher
Matcherna i grupp A spelas i Crimmitschau, Tyskland, mellan 14 och 19 april 2011.
Alla tider är lokala.
| 14 april 2011 15:30 | Ryssland | 8 − 2 (3−0,2−1,3−1) | Slovakien | Crimmitschau Arena |

|  |  | Matchsummering |  | Åskådare: 1 590 |  |
|  |  |                |  |                 |  |

| 14 april 2011 19:30 | Schweiz | 1 − 2 (0−1,1−0,0−1) | USA | Crimmitschau Arena |

|  |  | Matchsummering |  | Åskådare: 356 |  |
|  |  |                |  |               |  |

| 15 april 2011 15:30 | Slovakien | 1 − 8 (0−2,0−4,1−2) | USA | Crimmitschau Arena |

|  |  | Matchsummering |  | Åskådare: 800 |  |
|  |  |                |  |               |  |

| 15 april 2011 19:30 | Schweiz | 1 − 4 (0−2,1−1,0−1) | Tyskland | Crimmitschau Arena |

|  |  | Matchsummering |  | Åskådare: 3 053 |  |
|  |  |                |  |                 |  |

| 16 april 2011 19:30 | Tyskland | 4 − 5 str (0−3,3−0,1−1,0−0,0−1) | Ryssland | Crimmitschau Arena |

|  |  | Matchsummering |  | Åskådare: 4 060 |  |
|  |  |                |  |                 |  |

| 17 april 2011 15:30 | Schweiz | 2 − 3 (1−2,0−0,1−1) | Slovakien | Crimmitschau Arena |

|  |  | Matchsummering |  | Åskådare: 624 |  |
|  |  |                |  |               |  |

| 17 april 2011 19:30 | USA | 4 − 3 (2−0,1−1,1−2) | Ryssland | Crimmitschau Arena |

|  |  | Matchsummering |  | Åskådare: 2 216 |  |
|  |  |                |  |                 |  |

| 18 april 2011 19:30 | Tyskland | 0 − 4 (0−2,0−2,0−0) | Slovakien | Crimmitschau Arena |

|  |  | Matchsummering |  | Åskådare: 2 037 |  |
|  |  |                |  |                 |  |

| 19 april 2011 15:30 | Ryssland | 8 − 3 (4−0,3−2,1−1) | Schweiz | Crimmitschau Arena |

|  |  | Matchsummering |  | Åskådare: 1 010 |  |
|  |  |                |  |                 |  |

| 19 april 2011 19:30 | USA | 7 − 3 (2−0,4−2,1−1) | Tyskland | Crimmitschau Arena |

|  |  | Matchsummering |  | Åskådare: 3 743 |  |
|  |  |                |  |                 |  |

#### Grupp B
| Lag      | SM | V | VÖ | FÖ | F | GM | IM | MS  | PNG |
| -------- | -- | - | -- | -- | - | -- | -- | --- | --- |
| Sverige  | 4  | 3 | 0  | 0  | 1 | 20 | 8  | +12 | 9   |
| Kanada   | 4  | 3 | 0  | 0  | 1 | 17 | 8  | +9  | 9   |
| Finland  | 4  | 2 | 0  | 0  | 2 | 16 | 15 | +1  | 6   |
| Tjeckien | 4  | 2 | 0  | 0  | 2 | 8  | 13 | -5  | 6   |
| Norge    | 4  | 0 | 0  | 0  | 4 | 6  | 23 | -17 | 0   |

##### Matcher
Grupp B:s matcher spelas i Dresden, Tyskland, mellan den 14 och 19 april 2011.
Alla tider är lokala.
| 14 april 2011 15:30 | Finland | 5 − 2 (2−0,1−2,2−0) | Norge | EnergieVerbund Arena |

|  |  | Matchsummering |  | Åskådare: 276 |  |
|  |  |                |  |               |  |

| 14 april 2011 19:30 | Tjeckien | 2 − 1 (0−1,0−0,2−0) | Sverige | EnergieVerbund Arena |

|  |  | Matchsummering |  | Åskådare: 1 548 |  |
|  |  |                |  |                 |  |

| 15 april 2011 15:30 | Norge | 2 − 10 (1−1,0−3,1−6) | Sverige | EnergieVerbund Arena |

|  |  | Matchsummering |  | Åskådare: 533 |  |
|  |  |                |  |               |  |

| 15 april 2011 19:30 | Tjeckien | 0 − 5 (0−3,0−0,0−2) | Kanada | EnergieVerbund Arena |

|  |  | Matchsummering |  | Åskådare: 2 027 |  |
|  |  |                |  |                 |  |

| 16 april 2011 19:30 | Kanada | 5 − 4 (1−0,1−2,3−2) | Finland | EnergieVerbund Arena |

|  |  | Matchsummering |  | Åskådare: 1 625 |  |
|  |  |                |  |                 |  |

| 17 april 2011 15:30 | Norge | 2 − 3 (1−0,1−2,0−1) | Tjeckien | EnergieVerbund Arena |

|  |  | Matchsummering |  | Åskådare: 878 |  |
|  |  |                |  |               |  |

| 17 april 2011 19:30 | Sverige | 5 − 2 (1−1,3−0,1−1) | Finland | EnergieVerbund Arena |

|  |  | Matchsummering |  | Åskådare: 1 114 |  |
|  |  |                |  |                 |  |

| 18 april 2011 19:30 | Kanada | 5 − 0 (3−0,1−0,1−0) | Norge | EnergieVerbund Arena |

|  |  | Matchsummering |  | Åskådare: 638 |  |
|  |  |                |  |               |  |

| 19 april 2011 15:30 | Finland | 5 − 3 (0−1,1−1,4−1) | Tjeckien | EnergieVerbund Arena |

|  |  | Matchsummering |  | Åskådare: 1 048 |  |
|  |  |                |  |                 |  |

| 19 april 2011 19:30 | Sverige | 4 − 2 (0−1,0−0,4−1) | Kanada | EnergieVerbund Arena |

|  |  | Matchsummering |  | Åskådare: 2 098 |  |
|  |  |                |  |                 |  |

### Nedflyttningsserie
|  | Lag som kvalificerar sig för toppdivisionen inför U18-VM i ishockey 2012 |
|  | Lag som förpassas till Division I inför U18-VM i ishockey 2012           |

| Lag       | SM | V | VÖ | FÖ | F | GM | IM | MS | PNG |
| --------- | -- | - | -- | -- | - | -- | -- | -- | --- |
| Schweiz   | 3  | 3 | 0  | 0  | 0 | 11 | 5  | +6 | 9   |
| Tjeckien  | 3  | 2 | 0  | 0  | 1 | 9  | 9  | ±0 | 6   |
| Norge     | 3  | 1 | 0  | 0  | 2 | 9  | 9  | ±0 | 3   |
| Slovakien | 3  | 0 | 0  | 0  | 3 | 7  | 13 | -6 | 0   |

#### Resultat
Följande matchresultat från grundserien tas med till nedflyttningsserien
- 17 april 2011:  Slovakien -  Schweiz= 2 - 3

| 21 april 2011 19:30 | Tjeckien | 4 − 3 1−2,1−1,2−0 | Slovakien | EnergieVerbund Arena, Dresden |

|  |  | Matchsummering |  |  |  |
|  |  |                |  |  |  |

| 21 april 2011 15:30 | Schweiz | 4 − 1 0−0,2−1,2−0 | Norge | EnergieVerbund Arena, Dresden |

|  |  | Matchsummering |  |  |  |
|  |  |                |  |  |  |

| 23 april 2011 15:30 | Slovakien | 2 − 6 (2−1,0−3,0−2) | Norge | EnergieVerbund Arena, Dresden |

|  |  | Matchsummering |  |  |  |
|  |  |                |  |  |  |

| 23 april 2011 19:30 | Schweiz | 4 − 2 (2−1,1−0,1−1) | Tjeckien | EnergieVerbund Arena, Dresden |

|  |  | Matchsummering |  |  |  |
|  |  |                |  |  |  |

### Finalserie
|  | Kvartsfinaler | Kvartsfinaler | Kvartsfinaler |  |  | Semifinaler | Semifinaler | Semifinaler |  |  | Final      | Final      | Final      |
|  |               |               |               |  |  |             |             |             |  |  |            |            |            |
|  |               |               |               |  |  | B1          | Sverige     | 3           |  |  |            |            |            |
|  | A2            | Ryssland      | 5             |  |  | A2          | Ryssland    | 1           |  |  |            |            |            |
|  | B3            | Finland       | 2             |  |  |             |             |             |  |  | A2         | Sverige    | 3          |
|  |               |               |               |  |  |             |             |             |  |  | A1         | USA        | 4          |
|  |               |               |               |  |  | A1          | USA         | 5           |  |  |            |            |            |
|  | B2            | Kanada        | 4             |  |  | B2          | Kanada      | 4           |  |  | Bronsmatch | Bronsmatch | Bronsmatch |
|  | A3            | Tyskland      | 3             |  |  |             |             |             |  |  | B1         | Kanada     | 4          |
|  |               |               |               |  |  |             |             |             |  |  | B2         | Ryssland   | 6          |

#### Kvartsfinaler
| 21 april 2011 15:30 | Ryssland | 5 − 2 (1−0,1−1,3−1) | Finland | Crimmitschau Arena |

|  |  | Matchsummering |  |  |  |
|  |  |                |  |  |  |

| 21 april 2011 19:30 | Kanada | 4 − 3 (1−2,1−0,2−1) | Tyskland | Crimmitschau Arena |

|  |  | Matchsummering |  |  |  |
|  |  |                |  |  |  |

#### Semifinaler
| 23 april 2011 14:30 | Sverige | 3 −1 (0−1,1−0,2−0) | Ryssland | Crimmitschau Arena |

|  |  | Matchsummering |  | Åskådare: 1 003 |  |
|  |  |                |  |                 |  |

| 23 april 2011 18:30 | USA | 5 − 4sd (1−1,1−0,2−3,1−0) | Kanada | Crimmitschau Arena |

|  |  | Matchsummering |  | Åskådare: 1 376 |  |
|  |  |                |  |                 |  |

#### Match om femte plats
| 23 april 2011 10:30 | Finland | 6 − 0 (1−0,2−0,3−0) | Tyskland | Crimmitschau Arena |

|  |  | Matchsummering |  | Åskådare: 915 |  |
|  |  |                |  |               |  |

#### Match om tredje plats
| 24 april 2011 14:30 | Kanada | 4 − 6 (1−1,2−4,1−1) | Ryssland | Crimmitschau Arena |

|  |  | Matchsummering |  |  |  |
|  |  |                |  |  |  |

#### Finalmatch
| 24 april 2011 18:30 | USA | 4 − 3 sd (1−1,0−2,2−0,1−0) | Sverige | Crimmitschau Arena |

|  |  | Matchsummering |  |  |  |
|  |  |                |  |  |  |

### Slutresultat
| U18-VM 2011 | U18-VM 2011 |
| ----------- | ----------- |
| Guld        | USA         |
| Silver      | Sverige     |
| Brons       | Ryssland    |
| 4.          | Kanada      |
| 5.          | Finland     |
| 6.          | Tyskland    |
| 7.          | Schweiz     |
| 8.          | Tjeckien    |
| 9.          | Norge       |
| 10.         | Slovakien   |

## Division I
Grupp A spelades i Riga, Lettland under perioden 11 till 17 april 2011. Grupp B spelades i Maribor, Slovenien mellan 10 och 16 april 2011.

### Grupp A
I Grupp A spelade Storbritannien, Ungern, Italien, Japan, Kazakstan och Lettland. 
Japanska ishockeyförbundet meddelade Internationella ishockeyförbundet, IIHF, att man på grund av de katastrofala följderna av jordbävningen vid Tohoku 2011 inte kommer att ställa upp i turneringen. 
| Lag            | SM | V | VÖ | FÖ | F | GM | IM | DIF | PNG |
| -------------- | -- | - | -- | -- | - | -- | -- | --- | --- |
| Lettland       | 4  | 4 | 0  | 0  | 0 | 21 | 2  | +19 | 12  |
| Italien        | 4  | 3 | 0  | 0  | 1 | 16 | 9  | +7  | 9   |
| Kazakstan      | 4  | 1 | 1  | 0  | 2 | 12 | 19 | -7  | 5   |
| Ungern         | 4  | 1 | 0  | 1  | 2 | 10 | 16 | -6  | 4   |
| Storbritannien | 4  | 0 | 0  | 0  | 4 | 12 | 25 | -13 | 0   |

### Grupp B
Grupp B avgjordes i Maribor, Slovenien. I gruppen spelade Vitryssland, Danmark, Frankrike, Sydkorea, Polen, Slovenien. Matcherna spelades i Dvorana Tabor Ledna Arena.
| Lag         | SM | V | VÖ | FÖ | F | GM | IM | DIF | PNG |
| ----------- | -- | - | -- | -- | - | -- | -- | --- | --- |
| Danmark     | 5  | 4 | 0  | 0  | 1 | 31 | 10 | +21 | 12  |
| Slovenien   | 5  | 4 | 0  | 0  | 1 | 18 | 14 | +4  | 12  |
| Frankrike   | 5  | 2 | 1  | 0  | 2 | 19 | 11 | +8  | 8   |
| Vitryssland | 5  | 2 | 0  | 1  | 2 | 25 | 13 | +12 | 7   |
| Polen       | 5  | 2 | 0  | 0  | 3 | 12 | 20 | -8  | 6   |
| Sydkorea    | 5  | 0 | 0  | 0  | 5 | 11 | 48 | -37 | 0   |

## Division II
Grupp A avgjordes i Brașov i Rumänien mellan 19 och 25 mars 2011. Grupp B spelas i Donetsk, Ukraina, mellan 27 mars och 2 april 2011.

### Grupp A
I Grupp A spelade Österrike, Rumänien, Kroatien, Estland, Serbien och Nya Zeeland. Matcherna spelades i Brasov Arena.
| Lag         | SM | V | VÖ | FÖ | F | GM | IM | DIF | PNG |
| ----------- | -- | - | -- | -- | - | -- | -- | --- | --- |
| Österrike   | 5  | 5 | 0  | 0  | 0 | 56 | 3  | 53  | 15  |
| Rumänien    | 5  | 3 | 1  | 0  | 1 | 26 | 12 | 14  | 11  |
| Kroatien    | 5  | 3 | 0  | 1  | 1 | 28 | 9  | 19  | 10  |
| Estland     | 5  | 2 | 0  | 0  | 3 | 33 | 25 | 8   | 6   |
| Serbien     | 5  | 1 | 0  | 0  | 4 | 6  | 43 | -37 | 3   |
| Nya Zeeland | 5  | 0 | 0  | 0  | 5 | 1  | 58 | -57 | 0   |

 Österrike flyttas upp till Division I inför U18-VM i ishockey 2012.  Nya Zeeland flyttas ned till Division III inför U18-VM i ishockey 2012

### Grupp B
Grupp B avgjordes i Donetsk, Ukraina och matcherna spelades i Ice Palace Druzjba. I gruppen spelade Kina, Belgien, Spanien, Litauen, Nederländerna och Ukraina.
| Lag           | SM | V | VÖ | FÖ | F | GM | IM | DIF | PNG |
| ------------- | -- | - | -- | -- | - | -- | -- | --- | --- |
| Ukraina       | 5  | 5 | 0  | 0  | 0 | 51 | 7  | 44  | 15  |
| Nederländerna | 5  | 3 | 1  | 0  | 1 | 19 | 11 | 8   | 11  |
| Litauen       | 5  | 3 | 0  | 0  | 2 | 44 | 15 | 29  | 9   |
| Spanien       | 5  | 2 | 0  | 1  | 2 | 19 | 21 | -2  | 7   |
| Kina          | 5  | 1 | 0  | 0  | 4 | 13 | 47 | -34 | 3   |
| Belgien       | 5  | 0 | 0  | 0  | 5 | 8  | 53 | -45 | 0   |

 Ukraina flyttas upp till Division I  inför U18-VM i ishockey 2012.  Belgien flyttas ned till Division III inför U18-VM i ishockey 2012.

## Division III
Grupp A gick av stapeln i Taipei i Taiwan mellan 11 och 17 april 2011. Grupp B avgjordes i Mexico City, Mexiko mellan den 13 och 19 mars 2011.

### Grupp A
I Grupp A spelder Australien, Bulgarien, Mongoliet, Taiwan och Turkiet. Matcherna kommer spelade i Annex Ice Rink. 
Mongoliet lämnade återbud till turneringen och lagets matcher förverkas därmed i turneringen. 

#### Efter grundomgång
| Lag        | SM | V | VÖ | FÖ | F | GM | IM | DIF | PNG |
| ---------- | -- | - | -- | -- | - | -- | -- | --- | --- |
| Australien | 3  | 3 | 0  | 0  | 0 | 29 | 2  | +27 | 9   |
| Bulgarien  | 3  | 2 | 0  | 0  | 1 | 16 | 11 | +5  | 6   |
| Taiwan     | 3  | 1 | 0  | 0  | 2 | 12 | 11 | +1  | 3   |
| Turkiet    | 3  | 0 | 0  | 0  | 3 | 4  | 37 | -33 | 0   |

#### Slutspel

##### Semifinal
| Datum               | Match                | Res.   | Perioder           | Arena                          |
| ------------------- | -------------------- | ------ | ------------------ | ------------------------------ |
| 15 april 2011 15:30 | Australien - Turkiet | 12 - 1 | 4-0,3-0,5-1        | Annex Ice Rink, Taipei, Taiwan |
| 15 april 2011 19:00 | Bulgarien - Taiwan   | 5 - 0  | 1-0, 2-2, 0-1, 1-0 | Annex Ice Rink, Taipei, Taiwan |

##### Match om tredje plats
| Datum               | Match               | Res.  | Perioder    | Arena                          |
| ------------------- | ------------------- | ----- | ----------- | ------------------------------ |
| 17 april 2011 13:30 | Bulgarien - Turkiet | 4 - 2 | 1-2,2-0,1-0 | Annex Ice Rink, Taipei, Taiwan |

##### Final
| Datum               | Match               | Res.  | Perioder    | Arena                          |
| ------------------- | ------------------- | ----- | ----------- | ------------------------------ |
| 17 april 2011 17:00 | Australien - Taiwan | 6 - 2 | 0-0,5-0,1-2 | Annex Ice Rink, Taipei, Taiwan |

#### Slutställning
| U18-VM DIV. III A 2011 | U18-VM DIV. III A 2011 |
| ---------------------- | ---------------------- |
| 1.                     | Australien             |
| 2.                     | Taiwan                 |
| 3.                     | Bulgarien              |
| 4.                     | Turkiet                |

### Grupp B
I Grupp B spelade Island, Mexiko, Sydafrika, Israel och Irland. Matcherna spelades i Lomas Verdes Rink.
| Lag       | SM | V | VÖ | FÖ | F | GM | IM | DIF | PNG |
| --------- | -- | - | -- | -- | - | -- | -- | --- | --- |
| Island    | 4  | 3 | 1  | 0  | 0 | 52 | 5  | 47  | 11  |
| Mexiko    | 4  | 3 | 0  | 1  | 0 | 30 | 8  | 22  | 10  |
| Sydafrika | 4  | 2 | 0  | 0  | 2 | 19 | 25 | -6  | 6   |
| Israel    | 4  | 1 | 0  | 0  | 3 | 17 | 24 | -7  | 3   |
| Irland    | 4  | 0 | 0  | 0  | 4 | 3  | 59 | -56 | 0   |

 Island flyttas upp till Division II inför U18-VM i ishockey 2012

### Fotnoter
1. 1 2  ”2011 IIHF World Championship U18 Div. I Grupp A”. International Ice Hockey Federation. http://www.iihf.com/home-of-hockey/championships.html. Läst 2 april 2011.
2. ↑  ”Japan withdraws from events”. Internationella ishockeyförbundet. 11 mars 2011. http://www.iihf.com/home-of-hockey/news/news-singleview/article/japan-withdraws-from-events.html?tx_ttnews%5BbackPid%5D=187&cHash=20e9700c09. Läst 3 april 2011.
3. ↑  ”2011 IIHF World U18 Championship Div III Group A”. IIHF. http://www.iihf.com/channels1011/wm18-iiia/statistics.html. Läst 13 april 2011.